# Nagyezsda Nyikityicsna Kadiseva
Nagyezsda Nyikityicsna Kadiseva (oroszul: Наде́жда Ники́тична Ка́дышева; 1959. június 1.–) erza nemzetiségű orosz énekesnő, a Zolotoje kolco együttes tagja. 1999 óta Oroszország Népi Művésze. Mordvinföld Népi Művésze, Tatárföld Megbecsült Művésze. 2008-ban Arany Gramofon-díjjal jutalmazták.

## Élete és pályafutása
Mordvin nemzetiségű faluban, Gorkiban született, Tatárföldön. Édesapja, Nyikita Mihajlovics Kadisev a vasútnál dolgozott, édesanyja, Anna Andrejevna az öt gyerekekkel volt otthon. Kadiseva tíz éves volt, amikor anyja meghalt, és fél évre rá apja újranősült. Ezt követően Bugulmába küldték bentlakásos iskolába. Itt fedezték fel énektehetségét, bár 14 évesen kénytelen volt egy pamutgyárban dolgozni. 18 évesen jelentkezett a Mihail Ippolitov-Ivanov Zeneművészeti Főiskolára, de nem sikerült a felvételije, egy évvel később, egy előkészítő tanfolyam elvégzése után vették fel, ahogy ő maga nyilatkozta, először „lehetetlen volt a zenei előképzettség hiánya miatt”. Itt, a kollégiumban ismerte meg későbbi férjét, Alekszandr Kosztyukot, aki a Gnyeszin Zeneakadémia hallgatója volt. Kadiseva harmadéves hallgató volt, amikor meghívást kapott a Rosszijanocska (Россияночка) együttesbe, aztán követte párját a Gnyeszin Zeneakadémiára. Kosztyukkal 1983-ban, San Franciscóban házasodtak össze. Egy évre rá született meg a fiuk, Grigorij. 1988-ban létrehozták a Zolotoje kolco együttest, és külföldön kezdtek fellépni, külföldön ismertebbek voltak, mint Oroszországban. 1993-ban a Szojuz kiadó ajánlott nekik szerződést, innentől lettek ismertek Oroszországban.